# Віхтьохвостий колібрі-пухоніг
Віхтьохвостий колі́брі-пухоні́г (Ocreatus) — рід серпокрильцеподібних птахів родини колібрієвих (Trochilidae). Представники цього роду мешкають в Андах.

## Види
Виділяють три види:
- Колібрі-пухоніг віхтьохвостий (Ocreatus underwoodii)
- Колібрі-пухоніг перуанський (Ocreatus peruanus)[3]
- Колібрі-пухоніг болівійський (Ocreatus addae)[4]

## Етимологія
Наукова назва роду Ocreatus походить від слова лат. ocreatus — обутий.